# Григорий Осипов
Григорий Осипов (до 1710 – после 1745) – русский золотых дел мастер первой половины XVIII века. Входил в штат придворных ювелиров (среди других русских мастеров).
Первое известное упоминание о нем относится к 1710 году в связи с получением из Мастерской и Оружейной палаты жалования. . В 1719–1720 годах вместе Самсоном Ларионовым и Михаилом Бельским он ежемесячно получает жалование из «штатной казны» Екатерины Алексеевны. В 1719 году вместе с С. Ларионовым выполнил для царицы «большую запону яхантовую с алмазами», а в 1720 году также вместе с Самсоном Ларионовым, Никитой Михайловичем Милюковым и Михаилом Юрьевичем Бельским он изготовил для царицы еще одну «большую запону», за которую они вчетвером получили 100 рублей. В 1723 году участвует в изготовлении первой императорской короны Екатерины I .
В 1741 году он числится среди мастеров в штате Камер-цалмейсторской конторе с жалованием в 45 р. . Также его имя значится в списке русских мастеров, изготавливающих Большую корону Елизаветы Петровны. Судя по документам, Осипов был еще жив летом 1745 года.